# Joseph Andreas Weiß

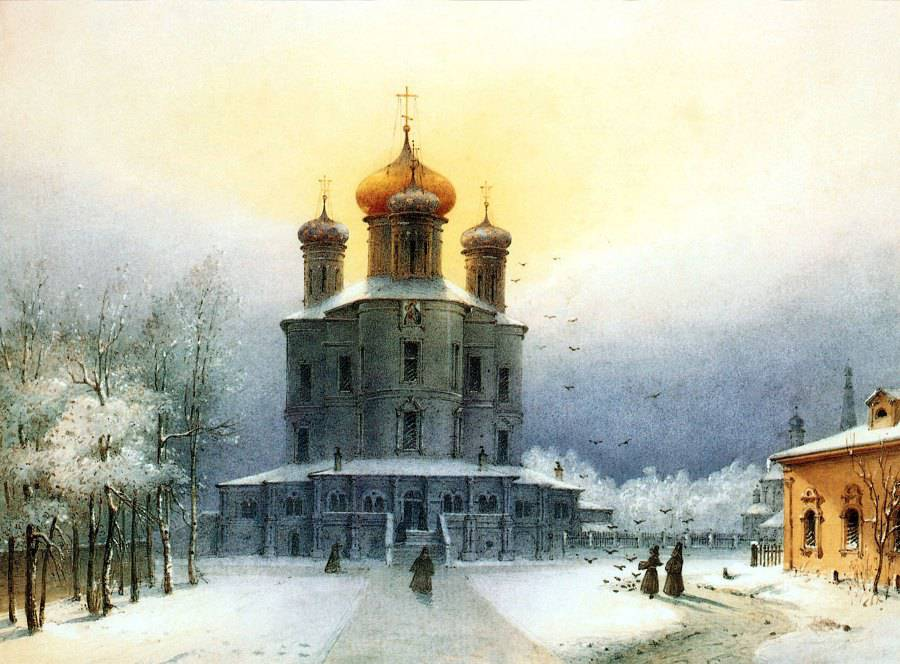
Donskoi-Kloster in Moskau

Joseph Andreas Weiß (russisch Иосиф Андреевич Вейс, * 31. Juli 1814 in Freising; † 20. April 1887 in München) war ein deutscher Vedutenmaler, der auch in Russland tätig war.

## Leben
Weiß war ein Schüler seines Vaters, des Amateurmalers und Direktors des Taubstummeninstituts Joseph Anton Weiß (1787–1878) sowie von Domenico und Simon Quaglio. Weiß kam 1839 als Hofmaler des Herzogs Max Eugen von Leuchtenberg nach St. Petersburg, schuf dort und in Moskau zahlreiche Veduten. Einige seiner Werke entstanden auf Bestellung des Zaren Nikolaus I. und seiner Tochter, der Großfürstin Olga Nikolajewna. Der Zar hatte für seine Tochter bei Weiss zwei Gemälde als Brautgeschenk bestellt, die sie an ihre Heimat erinnern sollten. Eines zeigte die Isaakskirche in St. Petersburg umgeben von l4 kleinere Bildnissen, mit den Hauptgebäuden und Plätzen der Stadt. Das andere hatte im Zentrum einen Blick auf den ehrwürdigen Kreml und ebenfalls 14 kleinere Ansichten mit Kirchen und weiteren interessanten Gebäuden. Nach dem frühen Tode des Herzogs kehrte Weiß 1852 nach München zurück.
Joseph Andreas Weiß hatte eine Tochter, die Malerin und Kunstlehrerin Olga Weiß, und einen Sohn, der 1870 im Deutsch-Französischen Krieg fiel.
Werke (Auswahl)
- Das Zweibrücken-Schwanenthor in München vor dem Abbruch 1859 (1873)
- Das k. Brunnenhaus auf dem ehemaligen Dultplatz vor dem Abbruch 1875 (1877)
- Das Sendlingerthor 1849 (1879)
- Das ehemalige Thierschhaus in München 1829 (1884)
- Ansicht von München 1885 (Neue Pinakothek München)[3]
- Ansicht von Regensburg
- Der Kreml zu Moskau
- Die Isaakskathedrale zu St. Petersburg